# Diospyros hassleri
Diospyros hassleri är en tvåhjärtbladig växtart som beskrevs av William Philip Hiern. Diospyros hassleri ingår i släktet Diospyros och familjen Ebenaceae. Inga underarter finns listade i Catalogue of Life.